# Bloc Pot
 (décembre 2021).
Si vous disposez d'ouvrages ou d'articles de référence ou si vous connaissez des sites web de qualité traitant du thème abordé ici, merci de compléter l'article en donnant les références utiles à sa vérifiabilité et en les liant à la section « Notes et références ».
Le Bloc Pot est un parti politique québécois dont le but est de mettre fin à la prohibition du cannabis.
Le chef actuel du parti est Steve Coull Berthelot, champion de vélo trial et Rallye automobile. Steve souhaite rendre le cannabis médical plus accessible, il souhaite aussi l'élargissement du cannabis industriel, comme les matériaux de construction.
Le parti n'a jamais réussi à faire élire des députés à l'Assemblée nationale du Québec.

## Historique
Il a été fondé en 1998 par Michel Lalancette, Lise Dufour, Pierre Audette et Marc-Boris Saint-Maurice.
En 1999, le Bloc Pot aide Louise-Caroline Bergeron, responsable aux communications du parti, et Caroline Doyer à mettre en place le premier Club compassion de Montréal.
En 2000, le Bloc Pot fonde un parti au niveau fédéral, le Parti marijuana.
En 2003, quelques mois après les élections générales du 14 avril, le Café Marijane, bureau politique du Bloc Pot, ouvre ses portes à Montréal afin d'accueillir tous les cannabinophiles du Québec. Ce bureau de type café est un lieu où la consommation de cannabis et les débats d'idées sont acceptées et alimentées par une jeune équipe de bénévoles-artistes.[réf. nécessaire]
En 2008, les membres de l'exécutif travaille ardemment avec Pacifique Plante afin d'organiser le premier cannabis social club du Québec. La formule du Club compassion est reprise afin de mettre en place une organisation autonome qui reprend à son compte les responsabilités de l'État pour offrir un cannabis de qualité de façon indépendante.

## Idéologie
Le Bloc Pot milite principalement pour mettre fin à la prohibition du cannabis. De plus, le Bloc Pot a aussi à cœur de faire connaître les applications industrielles du cannabis, une plante qui, selon le parti, peut résoudre de nombreux problèmes écologiques et économiques.
Le Bloc Pot est critique face à la démocratie libérale, il défend une réforme électorale qui aurait pour effet un meilleur reflet des résultats de scrutin sur la distribution du pouvoir.

## Résultats électoraux
| 1998 | 24 / 125                            | 0                                   | 9 944                               | 0,24 %                              |                                     |                                     |                                     |
| 2003 | 56 / 125                            | 0                                   | 22 904                              | 0,60 %                              |                                     |                                     |                                     |
| 2007 | 9 / 125                             | 0                                   | 1 564                               | 0,04 %                              |                                     |                                     |                                     |
| 2008 | Le parti ne présente aucun candidat | Le parti ne présente aucun candidat | Le parti ne présente aucun candidat | Le parti ne présente aucun candidat | Le parti ne présente aucun candidat | Le parti ne présente aucun candidat | Le parti ne présente aucun candidat |
| 2012 | 2 / 125                             | 0                                   | 420                                 | 0,01 %                              |                                     |                                     |                                     |
| 2014 | 14 / 125                            | 0                                   | 2 690                               | 0,06 %                              |                                     |                                     |                                     |
| 2018 | 29 / 125                            | 0                                   | 4 657                               | 0,12 %                              |                                     |                                     |                                     |
| 2022 | Le parti ne présente aucun candidat | Le parti ne présente aucun candidat | Le parti ne présente aucun candidat | Le parti ne présente aucun candidat | Le parti ne présente aucun candidat | Le parti ne présente aucun candidat | Le parti ne présente aucun candidat |

## Chefs
| Chef                                  | Mandat      |
| ------------------------------------- | ----------- |
| Marc-Boris Saint-Maurice              | 1998 - 2000 |
| Pierre Audette                        | 2000 - 2001 |
| Alexandre Néron (en intérim)          | 2001 - 2002 |
| Hugô St-Onge                          | 2002 - 2012 |
| Pacifique Plante                      | 2012 - 2017 |
| Jean-Patrick Berthiaume (par intérim) | 2017 - 2020 |
| Blak D. Blackburn                     | 2020 - 2023 |
| Benjamin Vachon                       | 2023 - 2024 |
| Steve Coull Berthelot                 | 2024 -      |
|                                       |             |